# 京港卧铺高速动车组列车
京港卧铺高速动车组列车是中国铁路运行于首都北京市北京西站至香港特别行政区香港西九龙站的卧铺高速动车组列车，于2024年6月15日起开行，目前共开行1对，列车客运乘务由广州局集团广九客运段担任。北京西至香港西九龙站间开行的高铁动卧列车经京广高铁、广深港高铁运行，全程2439公里；其中，G897次列车自北京西站20时13分开车，次日7时12分抵达香港西九龙站；G898次列车自香港西九龙站20时25分开车，次日6时53分抵达北京西站。

## 历史

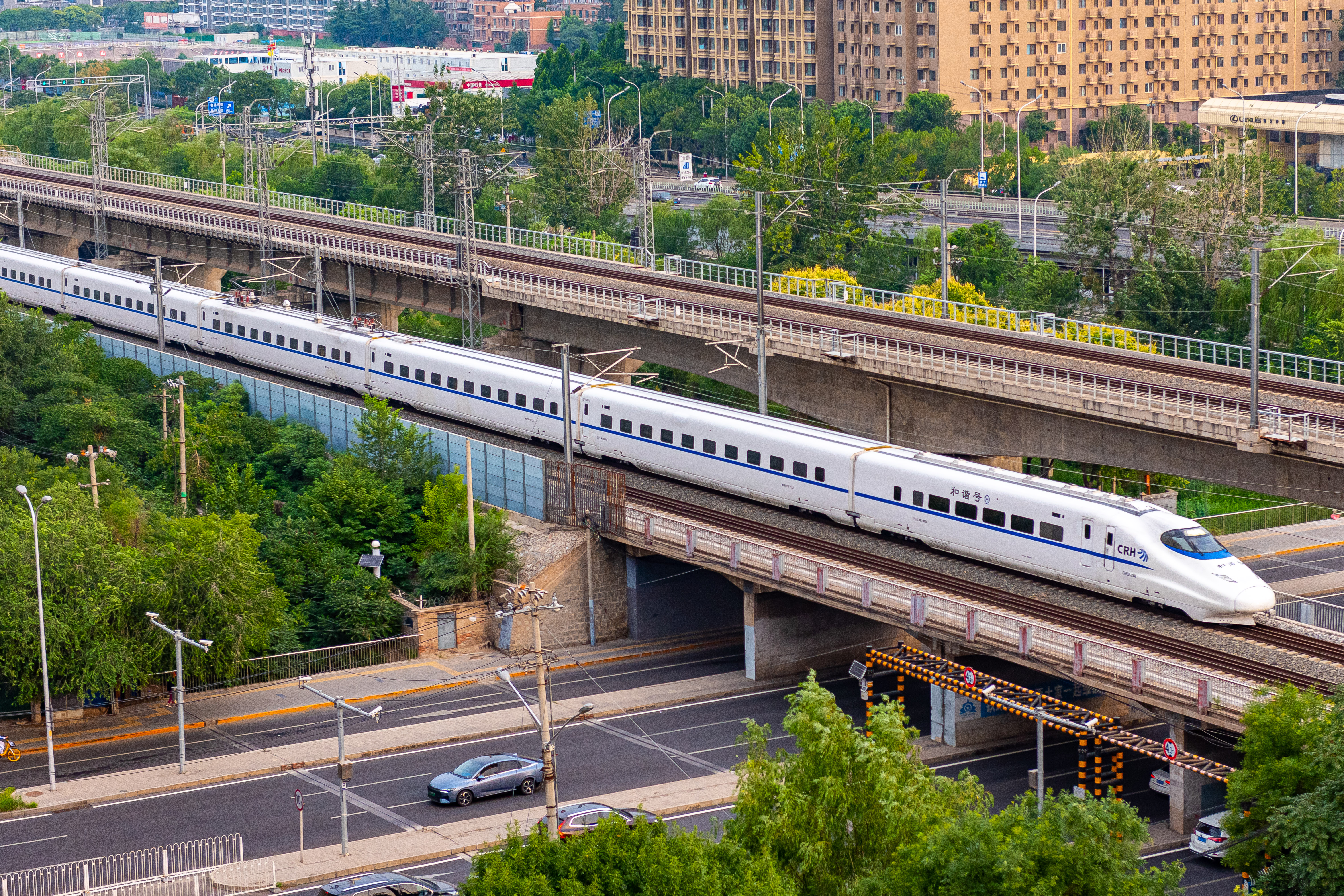
广州局CRH2E担当的原D910次列车驶经莲玉桥（2024年6月）

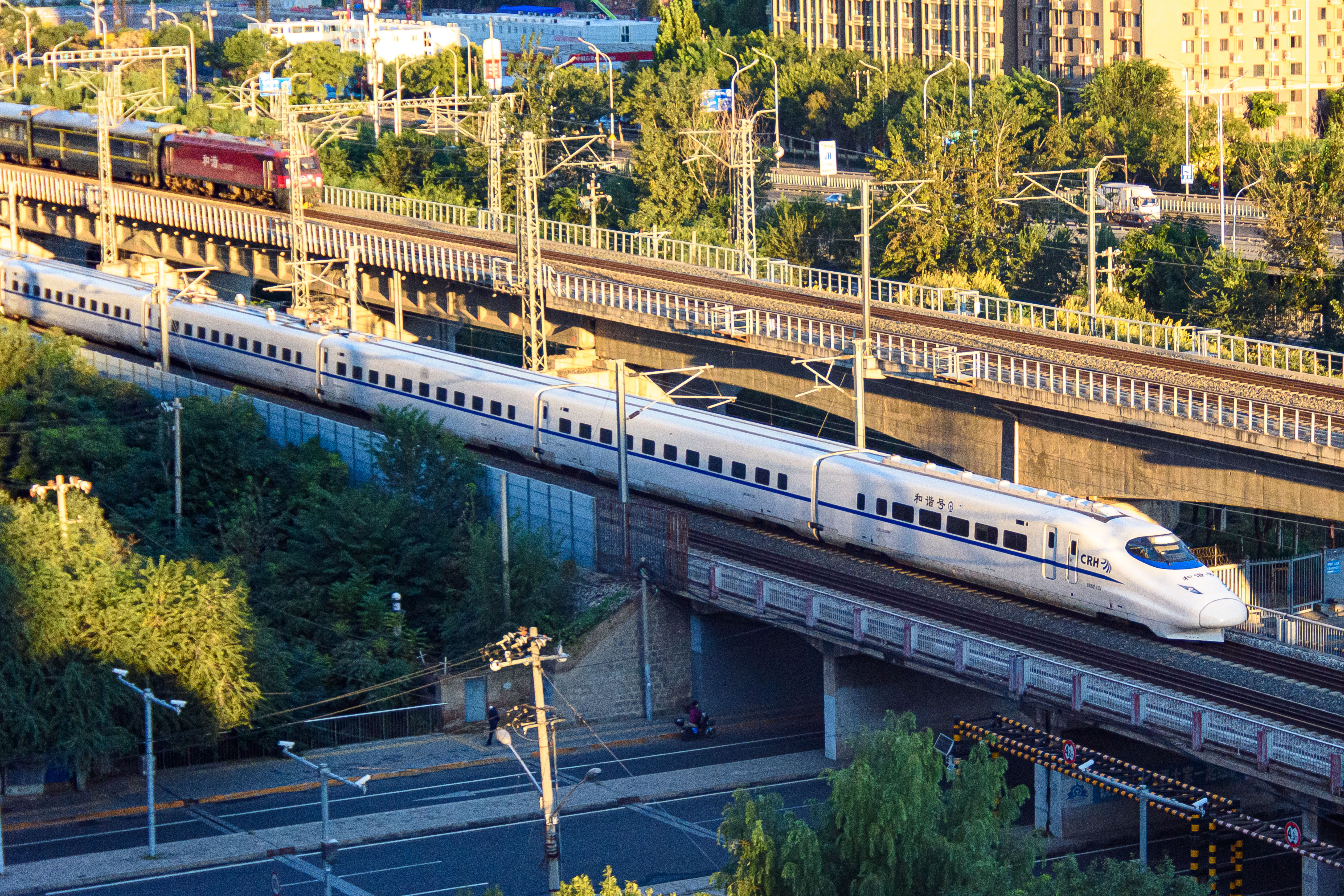
最后一班由北京局CRH2E担当的D910次列车于2024年9月30日紧随首班使用CR400AF-AE的G898次列车开行，10月1日抵京

D909/910次列车原为北京西站往返深圳北站的京粤卧铺动车组列车，2015年3月30日首次开行，最初为北京局单独担当，2023年7月1日改为两局 （北京局、广州局）共同担当（每周日、五开D909次，每周一、六开D910次由北京局担当；每周一、六开D909次，每周日、五开D910次由广州局担当）。
2024年6月4日，中国国家铁路集团宣布D909/910次将于2024年6月15日延长至香港西九龙站，进港动卧客票于6月5日12时起开售，以代替原有的京九直通车普速列车服务。港铁同日公布了延长后D909/910次列车的运行时刻及票价，新时刻显示该列车在广州北至深圳北间改经花广联络线、京广铁路、广深铁路、莞塘广联络线、赣深客运专线运行，票务方面虽然此举会令列车途经广州站，不过该站只会售卖来往北京方向的车票（尽管CRH2E首尾车厢为二等座）。
2024年10月1日起，D909/910次车次变更为G897/898次，全数班次均改由广州局集团独立担当且车型更换为全新16节编组的CR400AF-AE。同时来回方向列车改经全段广深港高速铁路，增加停靠广州南站，取消停靠广州站及东莞南站。当中G898次列车于2024年9月30日以加班车形式首次投入服务。
2025年1月5日，G898次于香港西九龙站发车时间由当日19:26延后至当日20:25发车，G897次抵达香港西九龙站时间提前至次日07:12抵站，武广段沿线停靠站时间稍微调整（G898次延后到发时间，G897次则提前到发时间），北京西、石家庄、邯郸东（G897次适用）、郑州东（G897次适用）到发时间不变，并于京广高速铁路部分区间以时速350km/h达速运行。

## 时刻表
根据港铁公司公告，本次列车在香港西九龙站至广州南站（包括深圳北站）短途区间不售票。

## 使用列车
G897/898次列车使用配属广州局集团深圳动车运用所的CR400AF-AE。由于头尾车厢保留复兴号CR400车系的观光区，因此列车的司机室后方之观光区设置12席特等座。
| 车厢编号 | 1                 | 2－7      | 8               | 9－15     | 16                |
| 车型     | ZET 二等/特等座车 | WR 软卧车 | WRC 软卧车/餐车 | WR 软卧车 | ZET 二等/特等座车 |
| 定員     | 12+45             | 40        | 18              | 40        | 12+45             |